# Siège titulaire d'Abula
Abula est un évêché titulaire de l'Église catholique romaine .
Il hérite de l'ancien évêché de la ville d'Abla .
| Évêques titulaires d'Abula |                          |                                                      |                  |                  |
| Ordre                      | Nom                      | Administration                                       | de               | à                |
| 1                          | Javier Osés Flamarique   | Évêque auxiliaire à Huesca (Espagne)                 | 10 novembre 1969 | 28 février 1977  |
| 2                          | Charles McDonald Renfrew | Évêque auxiliaire à Glasgow (Grande-Bretagne)        | 5 mai 1977       | 27 février 1992  |
| 3                          | Alojz Uran               | Évêque auxiliaire à Ljubljana (Slovénie)             | 16 décembre 1992 | 25 octobre 2004  |
| 4                          | Salvador Giménez Valls   | Évêque auxiliaire à Valence (Espagne)                | 11 mai 2005      | 21 mai 2009      |
| 5                          | Giorgio Corbellini       | Évêque de la curie                                   | 3 juillet 2009   | 13 novembre 2019 |
| 6                          | Cristian Dumitru Crișan  | Évêque auxiliaire à Făgăraș et Alba Iulia (Roumanie) | 22 janvier 2020  |                  |